# Nils Jørgennutane
Nils Jørgennutane (Nils Jorgen Peaks) är en bergstopp i Antarktis. Norge gör anspråk på området. Toppen på Nils Jørgennutane är 1 264 meter över havet och namnet har de fått efter Nils Jørgen Schumacher som var chefsmeteorolog på Norsk-brittisk-svenska Antarktisexpeditionen 1949–52. 
Terrängen runt Nils Jørgennutane är huvudsakligen lite kuperad. Trakten är glest befolkad. Det finns inga samhällen i närheten.